# Vocalise (Roussel)
Vocalise is de titel van twee composities van Albert Roussel.
Roussel schreef Vocalise nr. 1 in 1927 op verzoek van muziekuitgeverij Lemoine. Roussel schreef een veelvoud aan liederen met tekst, maar wendde zich met deze vocalise naar modernere muziek. Het werkje duurt nog geen 2 minuten. Jeanine Darnay verzorgde de première op 20 december 1928.  
Roussel schreef Vocalise nr. 2 in 1928. Toen kwam de opdracht van muziekuitgeverij Leduc die een verzamelbundel in dit genre wilde uitgeven. Die uitgave volgde in 1930 onder de titel Répertoire moderne de vocalise. Régine de Lormoy (zang) en Pierre Maire verzorgden de wereldpremière op 13 april 1929. Na die première is weinig meer van het werk vernomen. Het verscheen wel onder een andere titel in het repertoire. Arthur Hoérée schreef namelijk onder de titel Aria nr. 2 een reeks transcripties voor viool/piano, altviool/piano, cello/piano, dwarsfluit//piano, hobo/piano en klarinet/piano. Voorts verscheen er een variant binnen het genre kamermuziek voor fluit, klarinet, fagot, trompet, hoorn, celesta, triangel, harp en strijkkwintet. Dit laatste deed recht aan de keus van Roussel zelf, die vaker muziek schreef voor “vreemde” combinaties, zoals bijvoorbeeld zijn Divertissement. Opvallend detail daarbij is dat Hoérée de man was van Régine de Lormoy.